# Martinho Campos
Martinho Campos é um município brasileiro do estado de Minas Gerais. Sua população recenseada em 2022 era de 14 003 habitantes, segundo o censo do IBGE.

## História
O município foi criado pela lei estadual nº 148, de 17 de dezembro de 1938, desmembrando-se de Pitangui.

## Geografia
O município de Martinho Campos tem três distritos: Alberto Isaacson, Ibitira e Buriti Grande.